# Karel Čapek
Karel Čapek, češki pisatelj in scenarist, * 9. januar 1890, Malé Svatoňovice, Češka, Avstro-Ogrska, † 25. december 1938, Praga.
Čapek je bil eden najvplivnejših čeških pisateljev 20. stoletja. Znan je po tem, da je prvi uporabil besedo robot, in sicer v gledališki igri R.U.R. (Rossumovi univerzalni roboti), ki je bila prvič uprizorjena leta 1921. V pismu za časopis Lidové noviny leta 1933 je pojasnil, da si je besedo izmislil njegov brat, Josef (1887–1945), sam je robote sprva hotel poimenovati »labori«. V slovenščino je dramo prevedel Osip Šest. Izšla je že leta 1921 pri Zvezni Tiskarni.
Pisal je znanstvenofantastična dela dolgo preden se je znanstvena fantastika razvila v samostojen žanr, danes je prepoznan predvsem kot pionir klasične evropske smeri ZF, ki se bolj kot razvoju tehnike posveča sociološkim tematikam.
Poleg znanstvenofantastičnih del je pisal tudi romane drugih zvrsti, detektivske zgodbe, pravljice, gledališke igre in celo knjigo o vrtnarjenju. Vse odlikuje njegov izjemen dar za češki jezik, inteligenten humor in realizem. Pogosta tema njegovih del so etični in sociološki vidiki hitrega napredka tehnologije - masovne proizvodnje, jedrskega orožja, robotov idr. Zadnje obdobje njegovega ustvarjanja je zaznamoval strah pred nevarnostjo nacizma in diktatorstva.
Umrl je decembra 1938 v Pragi za pljučnico, kmalu po tistem, ko je Tretji rajh priključil del Češke. Njegov brat je umrl v koncentracijskem taborišču Bergen-Belsen.